# Big bag

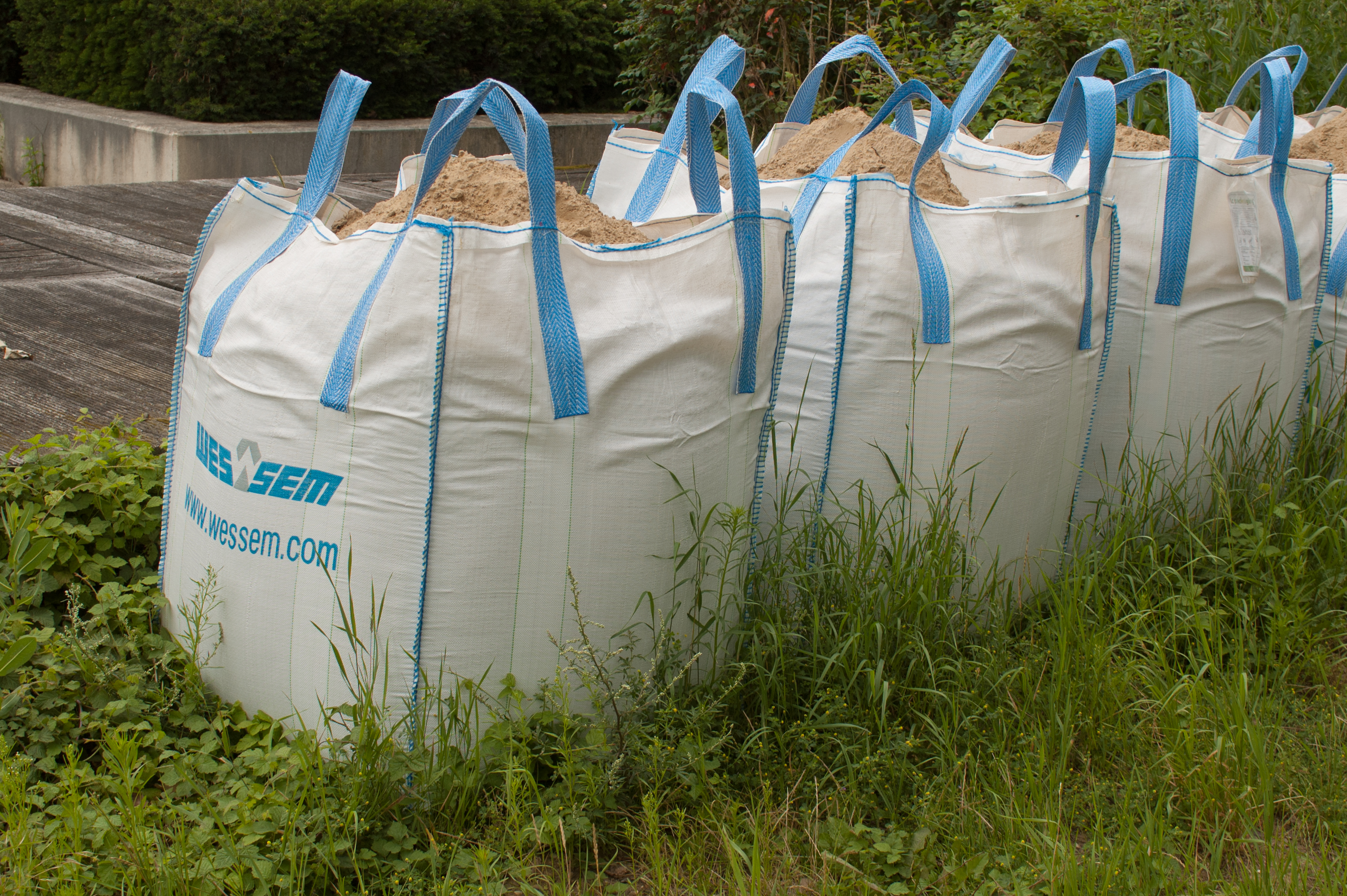
Met zand gevulde big bags

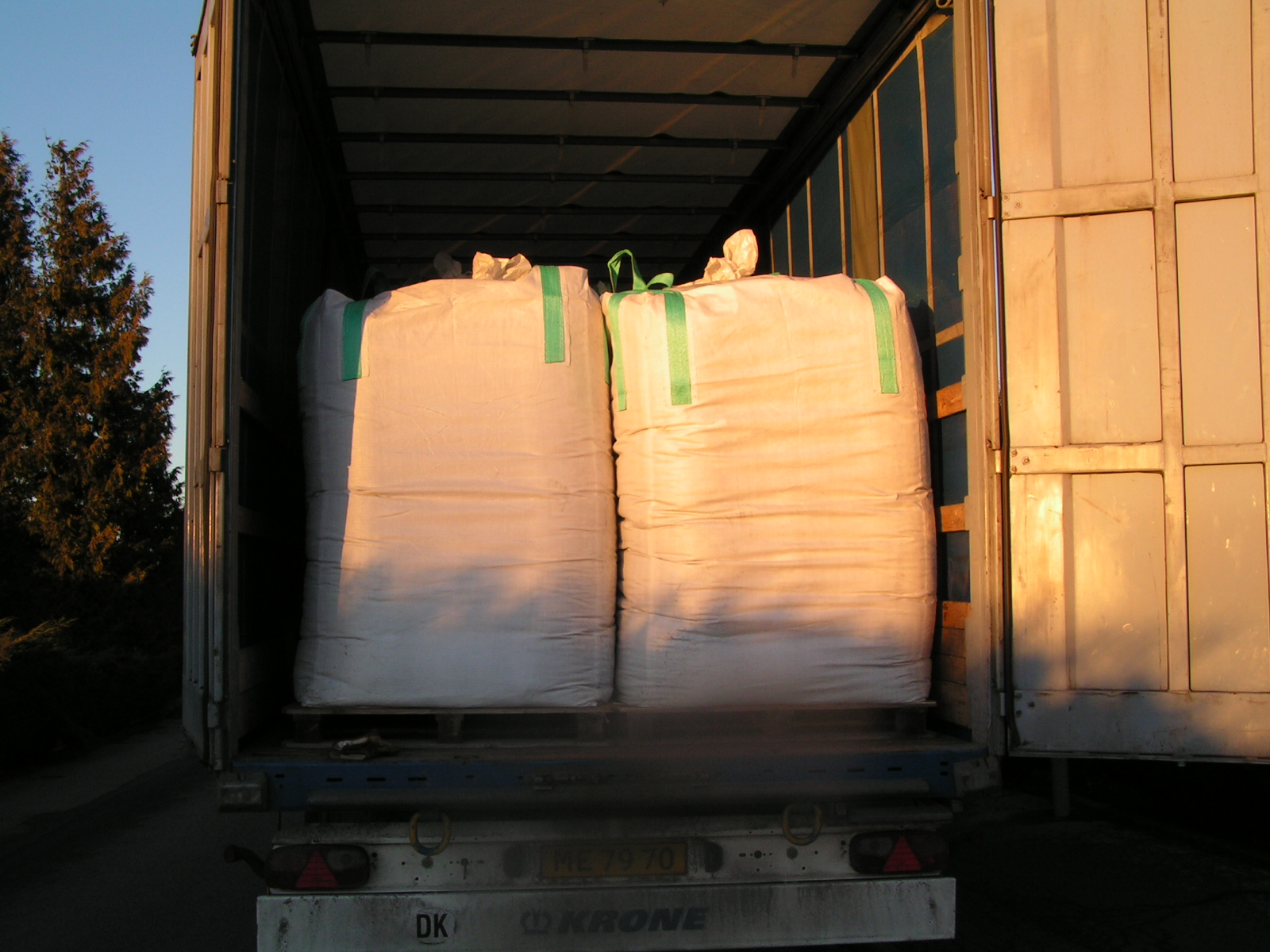
Big bags

Een standaard big bag (Engels voor een "grote zak") is een zak met een inhoud van 1000 - 1300 liter voor opslag en vervoer van stortgoed. Wanneer gevuld is deze zak 1,5 meter hoog en past hij op een europallet.
De big bag is gemaakt van geweven kunststof en kan hergebruikt worden. De kunststof bestaat meestal uit polypropyleen of polyetheen. Een big bag kan van binnen bekleed zijn met een aparte laag of een extra binnenfolie hebben. Aan de bovenkant zitten lussen waarmee de zak opgetild of opengehouden kan worden. 
Big bags worden gebruikt voor het opslaan of vervoer van relatief kleine hoeveelheden stortgoed zoals zand, grind of graan. Ook worden ze gebruikt voor het verzamelen en afvoer van relatief kleine hoeveelheden bouwafval zoals puin.

## Andere uitvoeringen
Er zijn ook big bags die aan de bovenkant dichtgesnoerd kunnen worden. Daarnaast zijn er big bags die aan de onderkant een losslurf hebben en eventueel aan de bovenkant een vulslurf. Ze kunnen een coating hebben of zelfs een binnenliner (voering). Ook qua afmetingen kunnen er grote verschillen zijn: een kleine "big bag" van 60x60x60 cm of een heel grote van 80x80x185 cm.

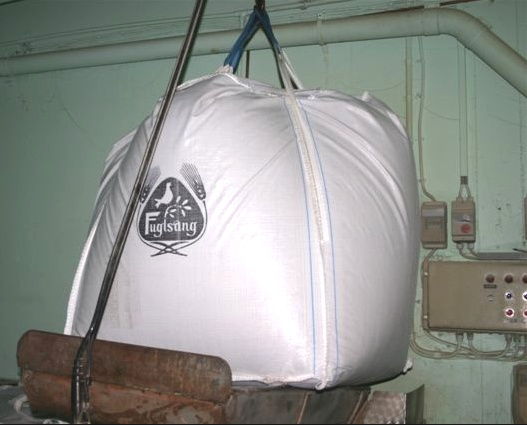
Big bag met mout